# سوزان إنغ
سوزان إنغ هي محامية كندية، ولدت في 1952.